# ورزشگاه شهر کیکیندا
ورزشگاه شهر کیکیندا (به صربی: City Stadium Kikinda) یک ورزشگاه در صربستان است که در کیکیندا واقع شده‌است.